# Invasion du Québec
Vous lisez un « bon article » labellisé en 2019.
Guerre d'indépendance des États-Unis
Batailles
L'invasion du Québec en 1775 est la première initiative militaire majeure de l'armée continentale américaine nouvellement formée pendant la guerre d'indépendance des États-Unis. L'objectif de la campagne est d'obtenir le contrôle militaire de la province britannique de Québec — dans l'actuel Canada — et de convaincre les Canadiens francophones de se joindre à la révolution aux côtés des Treize colonies. Une première expédition provenant du fort Ticonderoga, sous le commandement de Richard Montgomery, assiège le fort Saint-Jean et s'en empare, et manque de peu de capturer le général britannique Guy Carleton lors de la prise de Montréal. La seconde expédition quitte Cambridge dans le Massachusetts sous le commandement de Benedict Arnold et se rend avec beaucoup de peine du Maine jusqu'à la ville de Québec. Les deux forces s'y rejoignent, mais sont défaites à la bataille de Québec en décembre 1775.
L'expédition de Montgomery part du fort Ticonderoga à la fin d'août et commence à la mi-septembre à assiéger le fort Saint-Jean, le principal point de défense au sud de Montréal. Après la capture du fort en novembre, Carleton abandonne Montréal pour s'enfuir à Québec et Montgomery prend le contrôle de la ville avant de poursuivre vers Québec avec une armée à l'effectif beaucoup plus réduit. Là, il rejoint Arnold, qui quitte Cambridge début septembre pour une traversée pénible à travers la nature sauvage, laissant des troupes sans approvisionnement et manquant de matériel.
Ces forces se rejoignent près de Québec en décembre et attaquent la ville lors d'une tempête de neige le dernier jour de l'année. La bataille est une défaite désastreuse pour l'armée continentale : Montgomery est tué et Arnold blessé, tandis que les défenseurs de la ville subissent peu de pertes. Arnold soutient ensuite un siège inefficace contre la ville, au cours duquel des campagnes de propagande couronnées de succès renforcent les sentiments des loyalistes, tandis que l'administration dure du général David Wooster à Montréal agace les partisans et les détracteurs des Américains.
Les Britanniques envoient plusieurs milliers de soldats, dont le général John Burgoyne et des mercenaires hessois, pour renforcer ceux de la province en mai 1776. Le général Carleton lance alors une contre-offensive, renvoyant au fort Ticonderoga les forces continentales affaiblies et désorganisées. L'armée continentale, sous le commandement d'Arnold, parvient à entraver l'avancée britannique de manière à empêcher l'attaque du fort Ticonderoga en 1776. La fin de la campagne prépare le terrain pour la campagne de Burgoyne en 1777 visant à prendre le contrôle de la vallée de l'Hudson.

## Dénomination

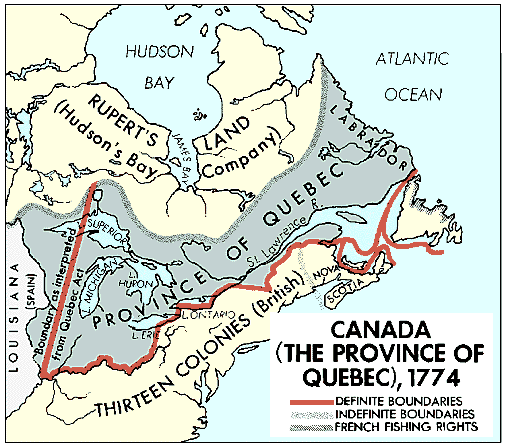
Carte de la province de Québec en 1774.

L'objectif de la campagne militaire américaine est la prise de contrôle de la colonie britannique d'Amérique du Nord appelée alors « province de Québec », entité géographique ainsi dénommée de 1763 à 1791. Or, source de confusion avec les acceptions modernes, en 1775, celle-ci est souvent appelée « Canada » en anglais. Ainsi, l'autorisation donnée par le Second Congrès continental au général Philip Schuyler pour la campagne utilise les mentions « Canadiens » et « Canada ». Cette dénomination se retrouve même dans des documents d'histoire relativement modernes consacrés à la campagne.
Dans cet article, ce sont les expressions « Canada » ou « province de Québec » qui sont utilisées, sauf dans les citations qui mentionnent spécifiquement l'expression « le Québec », afin d'éviter toute confusion entre cet usage historique et l'usage correspondant à la nation québécoise moderne. Malgré le nom officiel de « province of Quebec » attribué à la colonie, le nom « Canada » désignait couramment l'ensemble des possessions britanniques de la vallée du Saint-Laurent et de la région des Grands Lacs.

## Contexte
Au printemps 1775, la guerre d'indépendance des États-Unis commence avec les batailles de Lexington et Concord, près de Boston. Elle oppose l'armée britannique et l'armée continentale commandée par George Washington. Le conflit marque alors une pause car l'armée britannique, concentrée à Boston, y subit un siège tenu par des milices coloniales.
En mai 1775, les chefs des forces continentales Benedict Arnold et Ethan Allen s'intéressent aux armes lourdes qui sont concentrées au fort Ticonderoga. Ils dirigent ainsi une troupe de milices coloniales qui s'emparent du fort puis de celui de Crown Point et attaquent le fort Saint-Jean. Ces prises sont relativement aisées car les trois forts ne sont alors que légèrement défendus. En juin, une garnison de 1 000 miliciens venant du Connecticut occupe Ticonderoga et Crown Point sous le commandement de Benjamin Hinman. Dans le même temps, des corsaires américains prennent également des ports de l'océan Atlantique. En Nouvelle-Écosse, une rébellion pro-patriot est aussi en cours.

### Autorisation du Congrès

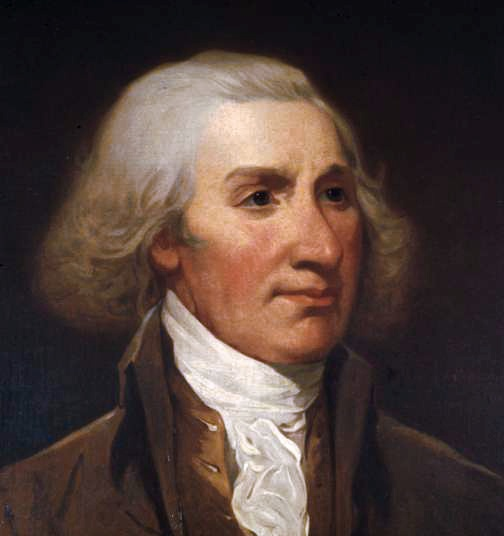
Le général Philip Schuyler.

L'année précédente, dans une lettre publique aux Canadiens datée du 26 octobre 1774, le Premier Congrès continental a officiellement invité les Canadiens français à participer à une réunion du congrès prévue en mai 1775 mais sans obtenir de réponse des intéressés. En mai 1775, le Second Congrès continental envoie une deuxième lettre toujours en vain. L'objectif des Américains est de détacher l'ancienne colonie française du Canada de l'Empire britannique afin de former une quatorzième colonie. Il semble que ces manœuvres des Américains découlent de leur volonté de contrer les libéralités concédées par les Britanniques dans leur acte de Québec de 1774. Or, au grand dam des Américains, le clergé canadien-français accorde officiellement son soutien aux Britanniques — la liberté de culte pour les catholiques y étant affirmée —, de même que les propriétaires fonciers et les citoyens influents de la ville, sensibles à la reconnaissance d'une société distincte et à tous les droits afférents au sein de la colonie.
Après la capture du fort Ticonderoga, Arnold et Allen proposent séparément des expéditions contre la province de Québec et, la jugeant mal défendue, ils considèrent qu'une force aussi modeste qu'une troupe de 1 200 à 1 500 hommes suffirait pour en chasser l'armée britannique. Dans le même temps, ils estiment nécessaire de tenir Ticonderoga comme défense contre les tentatives britanniques de diviser militairement les colonies. Néanmoins, le Congrès ordonne d'abord l'abandon des forts, ce qui incite la province de New York et le Connecticut à prendre des mesures proprement défensives avec leurs troupes et leur matériel. Des déclarations publiques émanant de Nouvelle-Angleterre et de New York appellent le Congrès à changer sa position. C'est ce qu'il fait lorsque le gouverneur britannique de Québec, Guy Carleton, fortifie le fort Saint-Jean et tente également d'impliquer les Iroquois dans le conflit au nord de la province de New York : une attitude plus agressive est nécessaire. Le 27 juin 1775, le Congrès autorise ainsi le général Philip Schuyler à étudier et, si cela semble approprié, à entamer une invasion. Benedict Arnold, désigné pour son commandement, se rend à Boston et convainc le général George Washington d'envoyer une force de soutien au Canada sous son commandement.

### Préparations défensives
En réponse à la capture du fort Ticonderoga et au raid sur le fort Saint-Jean, le général et gouverneur britannique Guy Carleton envoie 700 soldats pour soutenir ce dernier fort sur la rivière Richelieu, au sud de Montréal, et ordonne la construction de navires destinés au lac Champlain. Il recrute également environ cent guerriers mohawks pour participer à sa défense. Il supervise lui-même celle de Montréal. Néanmoins il n'y déploie que 150 soldats réguliers, puisqu'il s'appuie sur le fort Saint-Jean comme point de défense avancé. Il laisse la défense de la ville de Québec sous le commandement du lieutenant-gouverneur Hector Theophilus de Cramahé.
|                                                                         |  |  |
| Richard Montgomery et Benedict Arnold, qui mènent les deux expéditions. |  |  |

Carleton est tout à fait conscient du danger d'invasion venant du sud. Il demande alors des renforts au général Thomas Gage situé à Boston et en danger moins immédiat. Il entreprend également de former des milices locales pour aider à la défense de Montréal et de la ville de Québec, ce qui rencontre cependant un succès limité.

### Négociations pour le soutien des Nord-Amérindiens
Du côté britannique, le principal interlocuteur avec les Nord-Amérindiens est Guy Johnson, un agent loyaliste et nord-amérindien britannique vivant dans la vallée de la Mohawk dans la province de New York. En effet, il entretient des relations plutôt amicales avec les Iroquois de la région et craint pour sa sécurité et celle de sa famille après qu'il est devenu évident que le sentiment pro-patriot devient majoritaire dans la région. Apparemment convaincu qu'il ne peut plus conduire les affaires de la Couronne britannique en toute sécurité, il quitte sa propriété de New York avec environ 200 partisans loyalistes et mohawks. Il se rend d'abord au fort Ontario où, le 17 juin, il obtient des chefs de tribus nord-amérindiennes — principalement des Iroquois et des Hurons-Wendats — la promesse d'aider à maintenir ouvertes les lignes d'approvisionnement et de communication dans la région et d'aider les Britanniques à « contrarier l'ennemi ». De là, il se rend à Montréal où, lors d'une réunion avec le général Carleton et 1 500 Nord-Amérindiens, il négocie des accords similaires et fournit du matériel militaire. Cependant, la plupart des personnes impliquées dans ces accords sont des Mohawks, les autres tribus de la Confédération iroquoise ont en grande partie évité ces conférences, cherchant à rester neutres dans ce conflit. Plusieurs Mohawks restent dans la région de Montréal après la conférence. Cependant, lorsque l'invasion continentale tarde en 1775, la plupart d'entre eux rentrent chez eux à la mi-août.
De son côté, le Congrès continental cherche à garder les Iroquois hors de la guerre. En juillet 1775, Samuel Kirkland, un missionnaire influent auprès des Onneiouts, leur apporte une déclaration du Congrès : « Nous souhaitons que vous restiez chez vous et que vous ne rejoigniez aucun des deux camps, [et] que vous gardiez la hache de guerre enfouie profondément ». Les réactions amérindiennes sont variées : si les Onneiouts, à l'image des Tuscaroras, restent formellement neutres, nombre de membres de cette tribu expriment individuellement leur sympathie pour les rebelles. La nouvelle de la réunion de Johnson à Montréal pousse le général américain Schuyler, également influent auprès des Onneiouts, à intervenir : convoquant une conférence à Albany à la mi-août, lui et d'autres représentants américains expliquent aux Nord-Amérindiens les problèmes qui divisent les colonies de Grande-Bretagne, soulignant que les colons sont en guerre pour préserver leurs droits et qu'ils ne souhaitent pas se lancer dans une guerre de conquête territoriale. Les chefs présents acceptent de rester neutres, un chef mohawk déclarant par exemple qu'il s'agit d'une « affaire de famille » et qu'ils « resteraient immobiles [en les regardant se] battre ». Ils obtiennent toutefois des concessions des Américains comme la promesse de régler des griefs en cours, tels que l'empiétement de colons blancs sur leurs terres.

## Expédition de Montgomery

Invasion du Canada :

- Route suivie par Benedict Arnold
- Route suivie par Richard Montgomery

### Objectif et composition
Le général Philip Schuyler dirige l'invasion américaine. Son objectif est de descendre le lac Champlain afin d'attaquer Montréal puis Québec. L'expédition est composée de forces venant du New York, du Connecticut et du New Hampshire, ainsi que des Green Mountain Boys dirigés par Seth Warner, avec du matériel et des provisions fournis par New York. Cependant, Schuyler fait preuve de trop de prudence et, à la mi-août, les miliciens apprennent que le général britannique Carleton a eu le temps de renforcer les défenses autour de Montréal et que certaines tribus autochtones ont rejoint le camp britannique.

### Approche et siège du fort Saint-Jean
Début septembre 1775, Richard Montgomery prend la décision d'attaquer Québec sans en attendre l'autorisation du Congrès. En effet, le 25 août, il a appris que les navires en construction au fort Saint-Jean sont presque terminés et désire profiter de l'absence de Schuyler, alors à la conférence avec les Nord-Amérindiens. Aussi, le 4 septembre, il conduit une troupe de 1 200 soldats à partir au fort Ticonderoga jusqu'à une position avancée à l'île aux Noix sur la rivière Richelieu. Schuyler, pourtant tombé malade, rattrape les troupes en chemin. Il fait alors parvenir un courrier à un Canadien allié, James Livingston, afin qu'il encourage la population à se mobiliser en faveur des Américains au sein de la milice locale.
Le lendemain, la troupe américaine atteint le fort Saint-Jean. Après une brève escarmouche qui occasionne des blessés des deux côtés, elle se retire sur l'île aux Noix.
Néanmoins, chez les défenseurs, l'essentiel de l'effort a été fait par les Nord-Amérindiens, ce qui les encourage à se retirer du conflit. Par ailleurs, les défenseurs perdent l'espoir de voir arriver tout soutien supplémentaire, car un groupe de guerriers mohawks, allié aux Britanniques, a été intercepté sur le chemin entre son village de Kahnawake et le fort Saint-Jean par l'arrivée rapide d'Onneiouts dans la région. La rencontre est l'occasion d'âpres négociations : ces derniers réussissent à convaincre les Mohawks de retourner dans leur village et y rencontrent Guy Johnson, un loyaliste — qui était accompagné de Daniel Claus et Joseph Brant pour tenter d'obtenir l'aide des Mohawks. Ils expliquent à Brant et aux Mohawks les termes de l'accord conclu à Albany. Les trois Britanniques repartent sans aucune promesse de soutien.
À la suite de cette première escarmouche, le général américain Schuyler est trop malade pour diriger la troupe ; il passe donc son commandement à Montgomery et part, quelques jours plus tard, pour le fort Ticonderoga. Pendant ce temps, 800 à 1 000 autres hommes du Connecticut, du New Hampshire et de New York, ainsi que certains des Green Mountain Boys arrivent. Montgomery commence enfin à assiéger le fort Saint-Jean le 17 septembre. La communication et l'approvisionnement entre le fort et Montréal sont suspendus.
La semaine suivante a lieu la bataille de Longue-Pointe. À cette occasion, le chef américain Ethan Allen est capturé car outrepassant les instructions visant à ne soulever que des milices locales, il tente de s'emparer de Montréal avec une petite force d'hommes. Cet événement entraîne une brève augmentation du soutien de la milice aux Britanniques mais les effets sont relativement de courte durée, beaucoup désertant à nouveau dans les jours suivants. Après que le général Carleton tente de lever le siège le 30 octobre, le fort se rend finalement le 3 novembre.

### Occupation de Montréal et fuite de Carleton

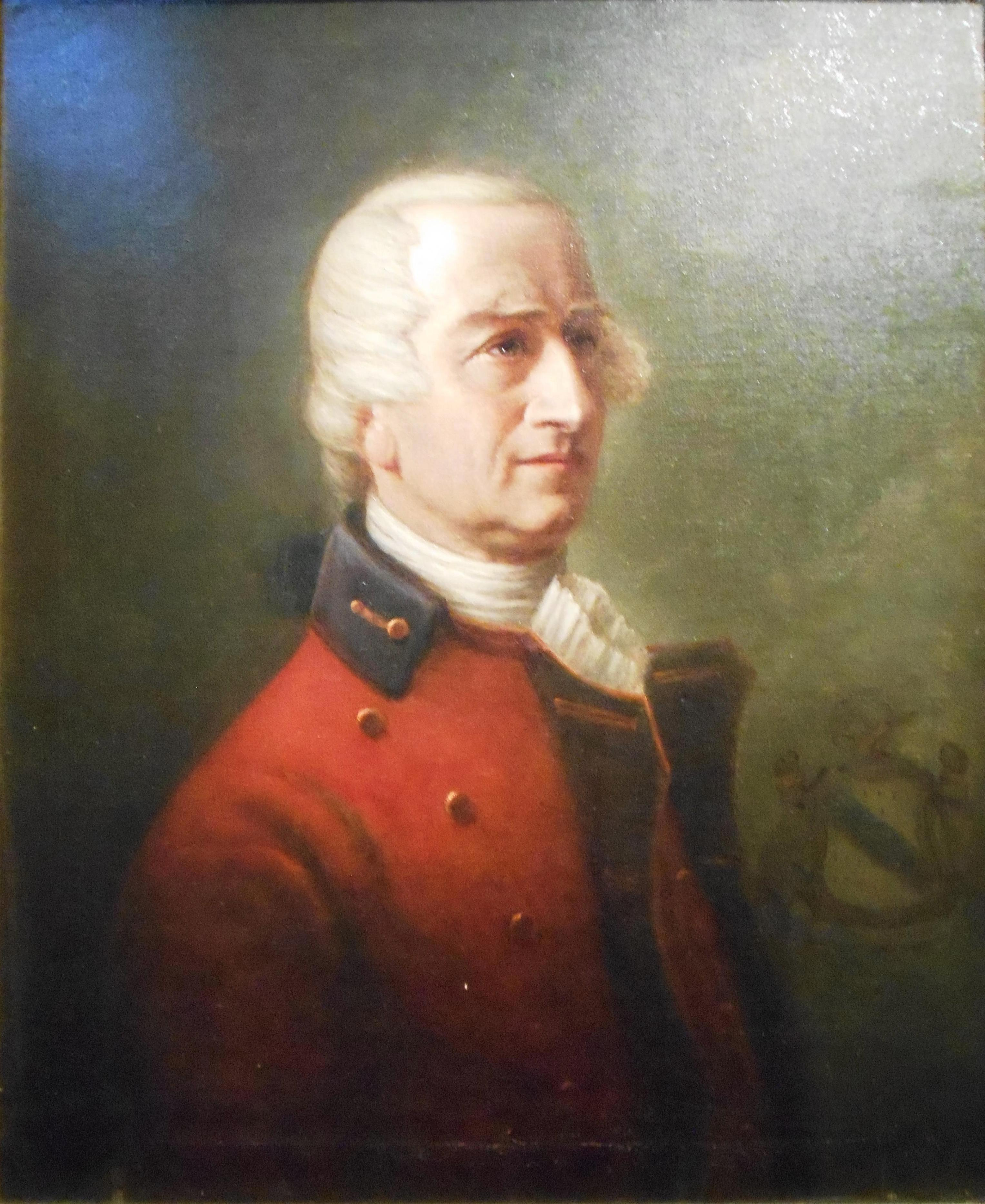
Guy Carleton, général britannique et gouverneur de la province de Québec.

Montgomery dirige ensuite ses troupes vers le nord et occupe l'île des Sœurs sur le fleuve Saint-Laurent le 8 novembre. Le lendemain, il est accueilli à Pointe-Saint-Charles en libérateur. Montréal tombe sans affrontement notable le 13 novembre : subissant une désertion importante des miliciens à la suite de la chute du fort Saint-Jean, Carleton a estimé que la ville était indéfendable et a fui. Il échappe de peu à la capture car des Américains ont traversé la rivière en aval de la ville et les vents empêchent la flotte britannique de rapidement lever l'ancre. Lorsque la flotte de Carleton est en approche de Sorel, située en aval de Montréal, elle est rejointe par un bateau porteur d'un drapeau blanc. Son capitaine présente une demande de reddition dans laquelle il est affirmé que des batteries d'armes à feu sont stationnées en aval et détruiraient les navires britanniques. Ne sachant pas si ces batteries existent bien, Carleton décide de quitter son navire, après avoir ordonné la destruction de la poudre et des munitions si cela s'avérait nécessaire. Le 19 novembre, la flotte britannique se rend et Carleton gagne Québec sous des vêtements civils. Des prisonniers capturés par les Britanniques sont détenus dans les navires saisis. Parmi eux, se trouve Moses Hazen, un expatrié né dans le Massachusetts et possédant une propriété près du fort Saint-Jean ; il s'était rebellé après des mauvais traitements infligés par les Britanniques. Hazen, vétéran de la guerre de la Conquête a ensuite dirigé le 2e Régiment canadien (aussi connu comme le Congress' Own Regiment) pendant toute la guerre et rejoint l'armée de Montgomery.
Avant de quitter Montréal pour la ville de Québec, Montgomery informe les habitants de la demande du Congrès aux Canadiens de les rejoindre. Il entame des discussions avec des sympathisants américains dans le but de tenir un congrès provincial afin d'élire des délégués. Il écrit également au général Schuyler pour demander qu'une délégation du Congrès soit envoyée pour entreprendre des activités diplomatiques. Montgomery peut partir : il laisse environ 200 hommes sur place sous le commandement du général David Wooster, puis, le 28 novembre, il utilise certains des bateaux capturés pour son déplacement avec environ 300 soldats. Son armée n'est plus aussi fournie car nombre de ses hommes ont quitté leur poste en raison de l'expiration de la durée de leur enrôlement. Mais heureusement, en cours de route, le 1er Régiment canadien se joint à lui : sous le commandement de James Livingston, nouvellement créé, il est composé d'environ 200 hommes.

## Expédition d'Arnold

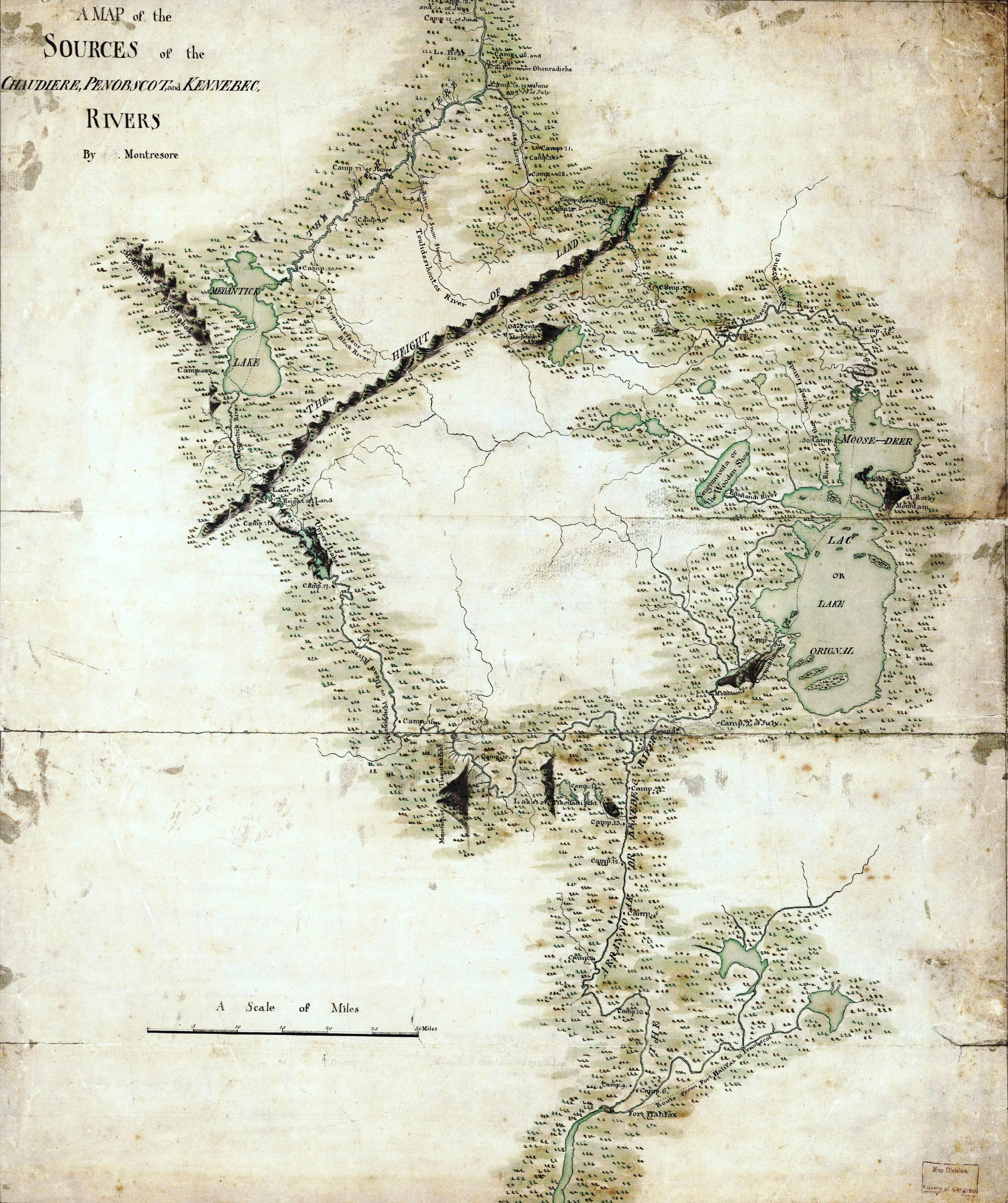
Carte de l'ingénieur britannique John Montresor datant de 1760 et qui sert de guide à Arnold.

Benedict Arnold, qui n'est pas retenu pour diriger la première expédition dans la vallée du lac Champlain, retourne à Cambridge, dans le Massachusetts, et contacte George Washington avec l'idée d'une force d'invasion complémentaire à destination de la ville de Québec. Washington approuve l'idée et donne à Arnold 1 100 hommes, dont les fusiliers de Daniel Morgan. Les forces d'Arnold naviguent de Newburyport, dans le Massachusetts, jusqu'à l'embouchure de la rivière Kennebec, puis en amont du fort Western près de la ville d'Augusta, dans le Maine.
L'expédition d'Arnold est un succès car il parvient à amener des troupes aux portes de la ville de Québec. Cependant, l'expédition connait des ennuis dès qu'elle quitte les derniers avant-postes dans le Maine actuel : de nombreuses difficultés surgissent liées aux portages lors de la remontée de la Kennebec ; de plus, les bateaux prennent fréquemment l'eau, ce qui gâche de la poudre à canon et les vivres. Les variations d'altitudes entre la Kennebec et la rivière Chaudière ainsi que la succession de lacs et de ruisseaux rendent la traversée compliquée. Les cartes erronées et la nature sauvage de la région renforcent les difficultés. De plus, le mauvais temps est un facteur aggravant et finalement un quart des troupes doivent rebrousser chemin. La descente de la Chaudière provoque la destruction de plusieurs bateaux et la perte de leurs fournitures tandis que les troupes, inexpérimentées, sont incapables de contrôler les bateaux dans les rapides.
Après avoir parcouru près de 650 kilomètres à travers une nature vierge, Arnold aborde le fleuve Saint-Laurent en novembre. Ses effectifs sont réduits à 600 hommes affamés. En atteignant les plaines d'Abraham le 14 novembre, il envoie un émissaire pour exiger la reddition de Québec. Les défenseurs refusent. Les armées sont déséquilibrées : alors que les Américains sont sans canons et à peine aptes au combat, Québec, qui est fortifiée, est alors défendue par une garnison d'environ cent hommes (commandée par le lieutenant-colonel Allan Maclean) et peut aussi compter sur l'appoint de plusieurs centaines de miliciens.
Arnold décide le 19 novembre de se retirer à Pointe-aux-Trembles — Neuville — après avoir appris qu'un déploiement militaire britannique est prévu pour sortir de la ville. Là il décide d'attendre Montgomery, qui vient de s'emparer de Montréal. Pendant ce temps, le général britannique Guy Carleton se dirige vers Québec par voie fluviale après sa défaite à Montréal.
Le 2 décembre, Montgomery descend finalement le fleuve depuis Montréal avec 500 soldats. En outre, il apporte avec lui du matériel britannique capturé et des vêtements chauds. Les deux forces armées américaines s'unissent et des plans sont élaborés pour une attaque sur la ville. Trois jours plus tard, l'armée continentale se dresse de nouveau sur les plaines d'Abraham et commence à assiéger la ville de Québec.

## Siège et bataille de Québec

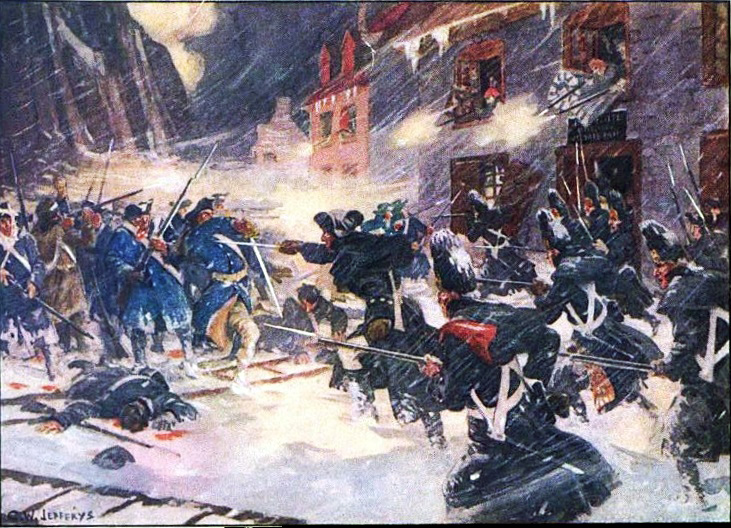
Peinture de Charles William Jefferys montrant les Britanniques et des miliciens repoussant les Américains à Sault-au-Matelot lors de la bataille de Québec.

Alors que Montgomery prépare l'attaque de la ville, Christophe Pélissier, un Français habitant près de Trois-Rivières, vient lui proposer ses services. Pélissier exploite les forges du Saint-Maurice à Saint-Maurice et soutient politiquement la cause américaine. Montgomery discute de l'idée de tenir le congrès provincial avec lui. Pélissier recommande de ne pas tenir un congrès avant la prise de la ville de Québec car, autrement, les habitants ne s'en sentiraient pas libres. Les deux hommes s'entendent sur la fourniture par les usines de Pélissier de munitions pour le siège.
Montgomery rejoint Arnold et James Livingston lors d'un assaut sur la ville de Québec le 31 décembre 1775. Néanmoins, attaquant lors d'une tempête de neige, en infériorité numérique et sans aucun avantage tactique, les Américains sont complètement défaits par Carleton. Montgomery est tué, Arnold est blessé et de nombreux hommes sont blessés ou faits prisonniers. Daniel Morgan et Ethan Allen sont parmi eux. Après la bataille, Arnold envoie Moses Hazen et Edward Antill, un autre expatrié américain pour informer Wooster à Montréal et le Congrès à Philadelphie de la défaite et leur demander de l'aide.
De son côté, Carleton choisit de ne pas poursuivre les Américains, mais de rester plutôt dans les fortifications de la ville : des renforts doivent en effet arriver lors du dégel du fleuve, au printemps. Arnold soutient un siège peu efficace sur la ville jusqu'en mars 1776, date à laquelle il est envoyé à Montréal et remplacé par le général Wooster. Au cours de ces mois, les assiégeants souffrent de conditions hivernales difficiles et subissent une épidémie de variole. Les pertes sont compensées mensuellement par des petits groupes de renforts. Le 14 mars, Jean-Baptiste Chasseur, un meunier vivant en aval de la ville, rejoint Québec et informe Carleton de la présence de 200 hommes au sud du fleuve prêts à agir contre les Américains. Ces hommes et d'autres sont mobilisés, mais une avant-garde a été défaite lors de la bataille de Saint-Pierre par un détachement de milices locales pro-américaines stationnées du côté sud du Saint-Laurent.

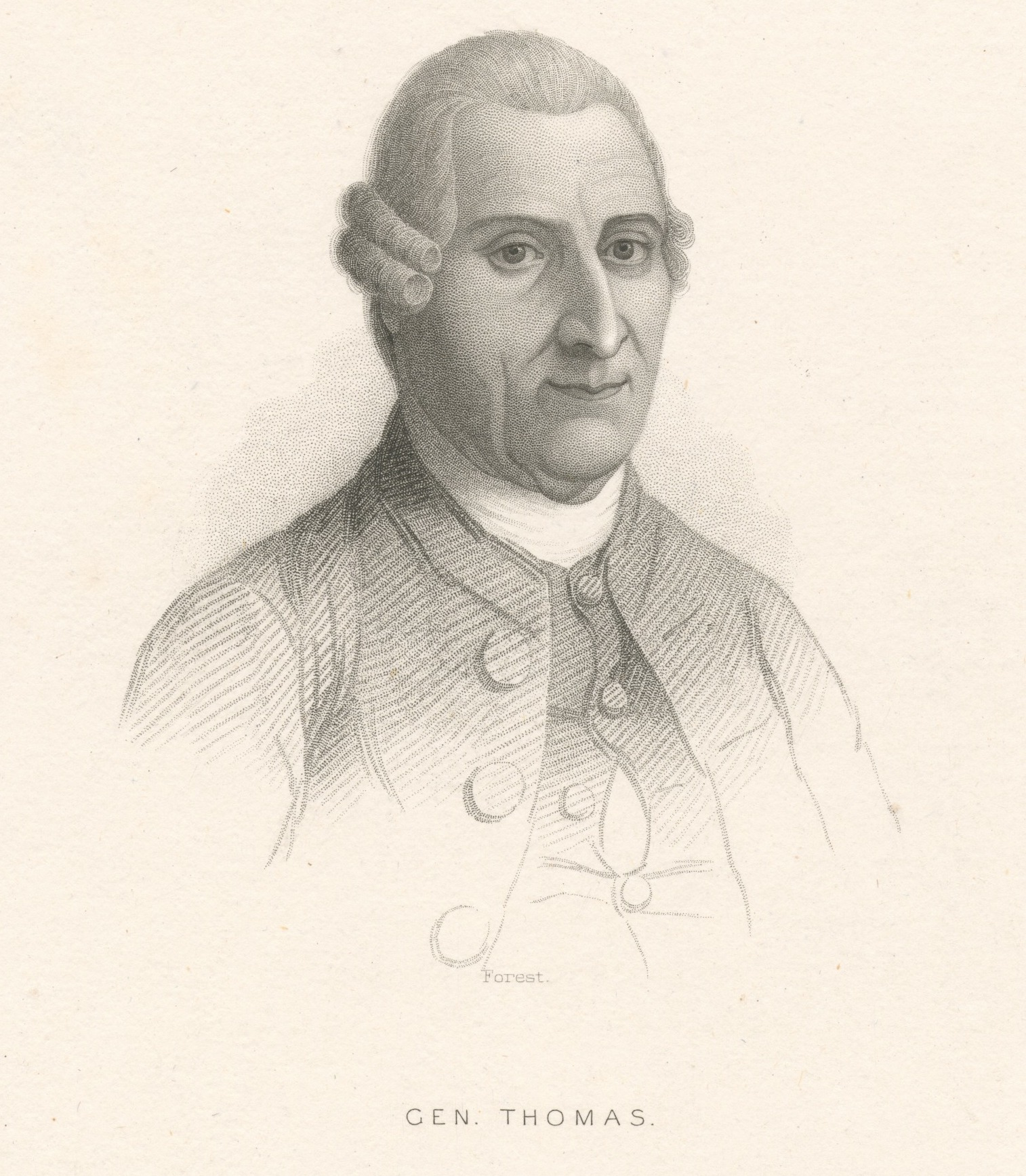
Le major général John Thomas.

Avant même d'avoir appris la défaite, le Congrès avait autorisé 6 500 soldats à rejoindre Québec. Tout au long de l'hiver, les troupes arrivent à Montréal et dans le camp en dehors de la ville de Québec si bien qu'à la fin du mois de mars, l'armée de siège atteint près de 3 000 soldats. Néanmoins, près du quart d'entre eux sont inaptes au service, principalement à cause de la variole. En outre, James Livingston et Moses Hazen, qui commandent les 500 Canadiens, doutent de la loyauté de leurs hommes et de la coopération de la population en raison de la propagande loyaliste.
Le Congrès décide, à la suite des demandes d'Arnold, qu'un officier plus expérimenté dirigera les troupes assiégeantes. Le choix se porte d'abord sur Charles Lee, un général vétéran de l'armée britannique, mais, une semaine plus tard, Lee est envoyé dans les États du Sud pour y contrer une attaque britannique prévue,. C'est finalement le major général John Thomas, qui a servi dans l'armée assiégeant Boston, qui est désigné en mars 1776. Lorsque Thomas arrive pour assurer le commandement américain, il trouve des hommes affaiblis par l'hiver et la variole et décide de l'abandon des opérations. Les Américains se retirent en mai 1776 et Pélissier s'enfuit en France.

## Mécontentements à Montréal
Lorsque le général Montgomery quitte Montréal pour Québec, il laisse l'administration de la ville aux mains du brigadier général du Connecticut, David Wooster. Après des débuts encourageants, la population locale commence à regretter la présence militaire américaine à la suite de mesures coercitives de Wooster à l'encontre des loyalistes ou de ceux qui seraient amenés à les aider, contrevenant avec les idéaux américains pourtant promis à la population : il désarme ainsi plusieurs communautés et tente de forcer les membres de la milice locale à abandonner leurs engagements vis-à-vis de la Couronne ; par ailleurs, ceux qui refusent sont arrêtés et emprisonnés au fort Chambly ; de plus, de nombreux pillages et exactions ont lieu. Enfin le fait que les Américains paient leurs fournitures et leurs services avec reconnaissances de dette en papier plutôt que des pièces « sonnantes et trébuchantes » achève de jeter le discrédit dans l'esprit de la population locale sur l'ensemble de l'entreprise américaine. Le 20 mars, Wooster part prendre le commandement des forces à Québec, laissant Moses Hazen, responsable du 2e Régiment canadien, commander Montréal jusqu'à l'arrivée d'Arnold le 19 avril.
Le 29 avril, une délégation composée de trois membres du Congrès continental, d'un prêtre jésuite américain, John Carroll, de Fleury Mesplet, un imprimeur français installé à Philadelphie, et surtout de Benjamin Franklin, déjà réputé, arrive à Montréal. Le Congrès continental la charge d'évaluer la situation au Canada et de tenter d'attirer l'opinion publique à sa cause. Cette délégation échoue néanmoins car les relations avec la population sont déjà gravement altérées ; de plus, elle n'apporte aucun argent pour alléger les dettes qui s'accumulent envers la population. Enfin elle échoue dans ses efforts visant à gagner le clergé catholique : les prêtres locaux indiquent qu'ils avaient déjà obtenu tout ce qu'ils souhaitaient dans l'acte de Québec adopté par le parlement de Grande-Bretagne. La délégation échoue avant même que Fleury Mesplet n'ait le temps de produire quoi que ce soit à Montréal avec sa presse qu'il y a installé. Ce dernier s'installera tout de même au Canada et fondera en juin 1778 La Gazette du commerce et littéraire, premier journal francophone de Montréal. Franklin et Carroll quittent la ville le 11 mai, après l'annonce de la retraite paniquée des forces américaines à Québec, et retournent à Philadelphie. Samuel Chase et Charles Carroll de Carrollton, les deux autres délégués, analysent pendant ce temps la situation militaire dans les régions situées au sud et à l'est de Montréal et constatent qu'il s'agit d'un bon endroit pour mettre en place une défense. Le 27 mai, ils écrivent un rapport au Congrès sur la situation et repartent à leur tour dans le sud.

### Les Cèdres

Mouvements précédant la bataille des Cèdres.

En amont de Montréal, subsiste une série de petites garnisons britanniques dont les Américains ne se sont pas préoccupés pendant leur occupation. L'une d'elles, Oswegatchie, est lieu de rassemblement pour des bandes de guerriers provenant des tribus Cayugas, Sénécas et Mississaugas venues à l'appel du colonel britannique George Forster qui voit en elles une force capable de semer le trouble chez les Américains. Forster avait agi sur la recommandation d'un loyaliste qui s'était échappé de Montréal.
Du côté américain, le général Wooster prend la décision d'empêcher le commerce avec les Nord-Amérindiens en amont, de crainte que ce matériel ne soit utilisé par les forces britanniques. Cette décision contrarie à la fois les marchands patriotes et loyalistes. Devant l'indignation, la délégation du Congrès désavoue Wooster : les approvisionnements commencent donc à sortir de la ville en remontant le fleuve. Néanmoins, afin d'empêcher le ravitaillement des forces britanniques en amont et en réponse aux rumeurs de rassemblement de guerriers, Moses Hazen envoie un détachement mené par le colonel Timothy Bedel de 390 hommes à un point nommé Les Cèdres. Là ils construisent des ouvrages défensifs. Informé de ces mouvements par des espions nord-amérindiens et des loyalistes le 15 mai, le colonel Forster va à leur rencontre avec une force mixte d'environ 250 autochtones, miliciens et soldats. Au terme d'une étrange série d'accrochages connus sous le nom de bataille des Cèdres, le subordonné de Bedel, le lieutenant Isaac Butterfield, se rend avec l'ensemble de ses forces sans se battre le 18 ; de même, le 19, 100 autres hommes amenés comme renforts se rendent également après une brève escarmouche.

### Quinze-Chênes
Quand il apprend la capture de Butterfield, Arnold rassemble immédiatement une troupe pour les récupérer puis se retranche à Lachine, juste en amont de Montréal. Les captifs sont détenus aux Cèdres. Forster se rapproche de Montréal avec une force d'environ 500 personnes jusqu'au 24 mai. Ce jour-là, un rapport d'espions lui apprend la position d'Arnold et l'arrivée de forces ennemies supplémentaires. Comme ses effectifs sont moins importants, il négocie un accord afin d'échanger ses captifs contre des prisonniers britanniques capturés lors du siège du fort Saint-Jean. Après un bref échange de tirs de canon à Quinze-Chênes (près de l'actuelle ville de Vaudreuil-Dorion), Arnold accepte la transaction qui se déroule du 27 au 30 mai.

## Arrivée des renforts à Québec

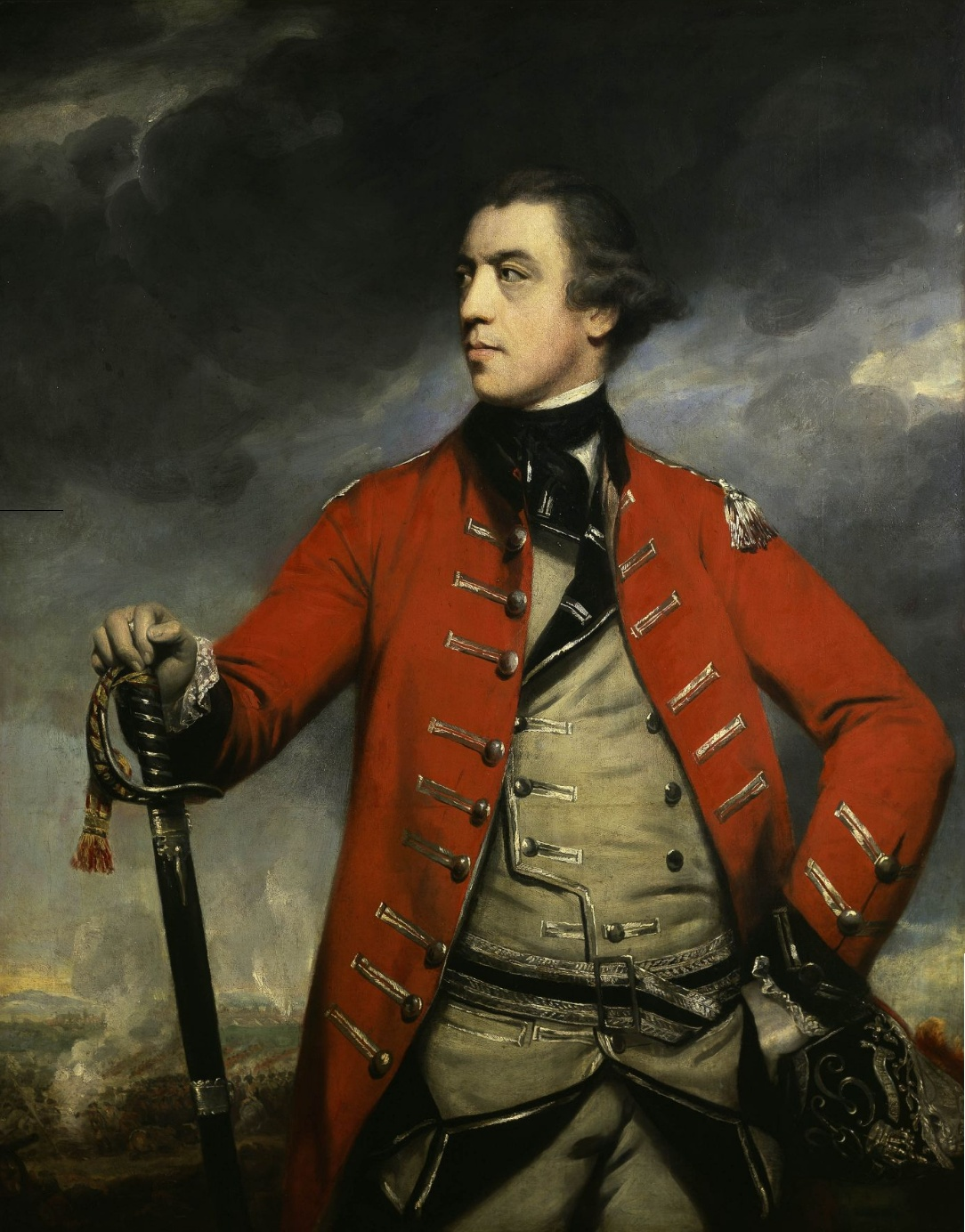
Le général John Burgoyne par Joshua Reynolds.

### Troupes américaines
En raison des conditions hivernales sur le lac Champlain, le général John Thomas ne peut se déplacer vers le nord avant la fin avril. Préoccupé par les difficultés rencontrées par ses troupes, il demande que Washington profite de la période de mauvais temps pour lui faire parvenir des renforts. À son arrivée à Montréal, il apprend que nombre de ses hommes décident de partir après le 15 avril pour retourner chez eux. À cela s'ajoute un recrutement difficile pour les régiments destinés au Canada. Ainsi, un régiment navigue vers le nord composé de seulement 75 hommes sur les 750 enregistrés, soit dix fois moins que prévu. Ces carences amènent le Congrès à ordonner à George Washington d'envoyer plus de troupes vers le nord. Fin avril, Washington ordonne donc à dix régiments, dirigés par les généraux William Thompson et John Sullivan, de se rendre au nord de la province de New York. Cela réduit considérablement les forces de Washington qui se préparent à une attaque britannique sur ce front. Cela met également au jour des problèmes de transport : la navigation sur les lacs George et Champlain étant insuffisante pour déplacer aisément tous ces hommes. De plus, il y a une pénurie de matériel et de provisions au Canada et une grande partie du transport est mobilisé à leur effet, ce qui limite la capacité de transport d'hommes. En conséquence, les hommes de Sullivan sont bloqués à fort Ticonderoga et Sullivan ne peut atteindre Sorel avant le début du mois de juin.
Le général Wooster arrive dans le camp américain à l'extérieur de la ville de Québec début avril avec des renforts. D'autres hommes continuent d'arriver du sud en petit nombre, jusqu'à l'arrivée du général Thomas à la fin du mois d'avril. Il assume ainsi le commandement d'une force supérieure à 2 000 hommes. Néanmoins, cet effectif est considérablement réduit par la variole et l'hiver canadien. Des rumeurs commencent à circuler le 2 mai selon lesquelles des navires britanniques remontent le fleuve. Le 5 mai, Thomas décide donc d'évacuer les malades vers Trois-Rivières et prévoit de retirer le reste des forces dès que possible. Plus tard, le même jour, il apprend en effet que quinze navires se trouvent à environ 220 kilomètres de là. Ils attendent des conditions favorables pour effectuer la remontée du fleuve. Le rythme de l'évacuation du camp devient donc une urgence et tôt le lendemain, les mâts de navires sont repérés : le vent ayant changé, trois navires de la flotte ont atteint la ville.

### Troupes britanniques

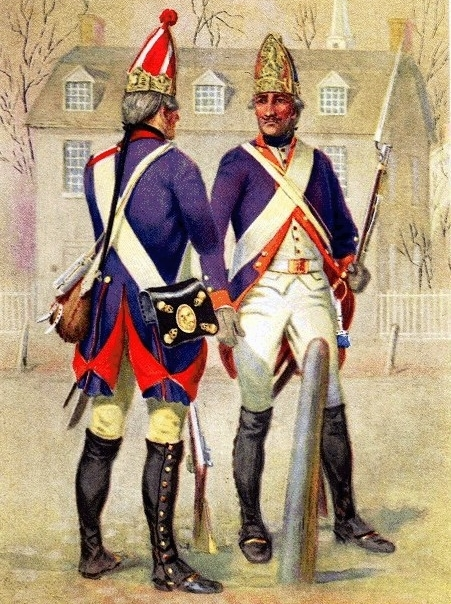
Soldats hessois sur une illustration du XIXe siècle.

Après l'arrivée à Londres des mauvaises nouvelles des batailles de Lexington et Concord, le gouvernement de Frederick North, réalise qu'un soutien de troupes étrangères pour lutter contre la rébellion est nécessaire. Il commence à négocier avec ses alliés européens pour une assistance militaire en Amérique du Nord. Un prêt de ses troupes est refusé par Catherine II de Russie, mais certaines principautés allemandes acceptent. En 1776, la Grande-Bretagne réussit ainsi à rassembler 50 000 soldats, dont un tiers sont issus d'une poignée de ces principautés. Les troupes originaires du Landgraviat de Hesse-Cassel et de Hesse-Hanau sont collectivement surnommées les « Hessois ». De ces 50 000 hommes, environ 11 000 sont envoyés au Canada. Les troupes de Hesse-Hanau et du Duché de Brunswick-Lunebourg s'embarquent pour Cork en février 1776, où elles rejoignent un convoi de troupes britanniques. Ce dernier part début avril pour l'Amérique du Nord.
Informé des difficultés de son adversaire, Carleton décide de se hâter : les renforts débarquent immédiatement des navires et, avec une force d'environ 900 soldats, il marche à la rencontre des Américains. Ces derniers, paniqués, procèdent à une retraite désorganisée. Heureusement pour eux, Carleton décide de ne pas pousser son avantage car il espère les gagner avec une attitude magnanime. Carleton se contente ainsi d'envoyer des navires le long du fleuve pour les harceler et éventuellement les diviser. Il en capture également un certain nombre qui sont pour la plupart malades et blessés ; il s'empare également d'un détachement isolé du côté sud du Saint-Laurent. Les Américains, pressés de fuir, laissent derrière eux du matériel militaire précieux, notamment des canons et de la poudre. Ils se regroupent le 7 à Deschambault, à environ 65 kilomètres en amont de Québec. Le major général américain John Thomas y tient un conseil de guerre : la plupart des officiers se déclarent favorables à une retraite. Thomas choisit de laisser 500 hommes à Deschambault et d'envoyer le reste à Sorel. Il demande également assistance à Montréal car bon nombre de soldats n'ont que des vêtements et des rations pour quelques jours.
En entendant cette nouvelle, la délégation du Congrès à Montréal en conclut qu'il n'est plus possible de tenir le Saint-Laurent et elle n'envoie que quelques soldats à Deschambault. Thomas, après avoir attendu six jours des nouvelles de Montréal, se retire vers Trois-Rivières après avoir dû repousser des tirailleurs débarqués de navires britanniques sur le fleuve. Il atteint Trois-Rivières le 15 mai. Il doit y abandonner les malades sous la protection d'un détachement de troupes du New Jersey. Le 18, ce qui reste des troupes rejoint les renforts du général Thompson à Sorel. Le 21, un conseil se réunit avec les délégués du Congrès. Ayant contracté la variole, Thomas meurt le 2 juin. Il est remplacé par Thompson.

## Contre-offensive de Carleton

### Trois-Rivières

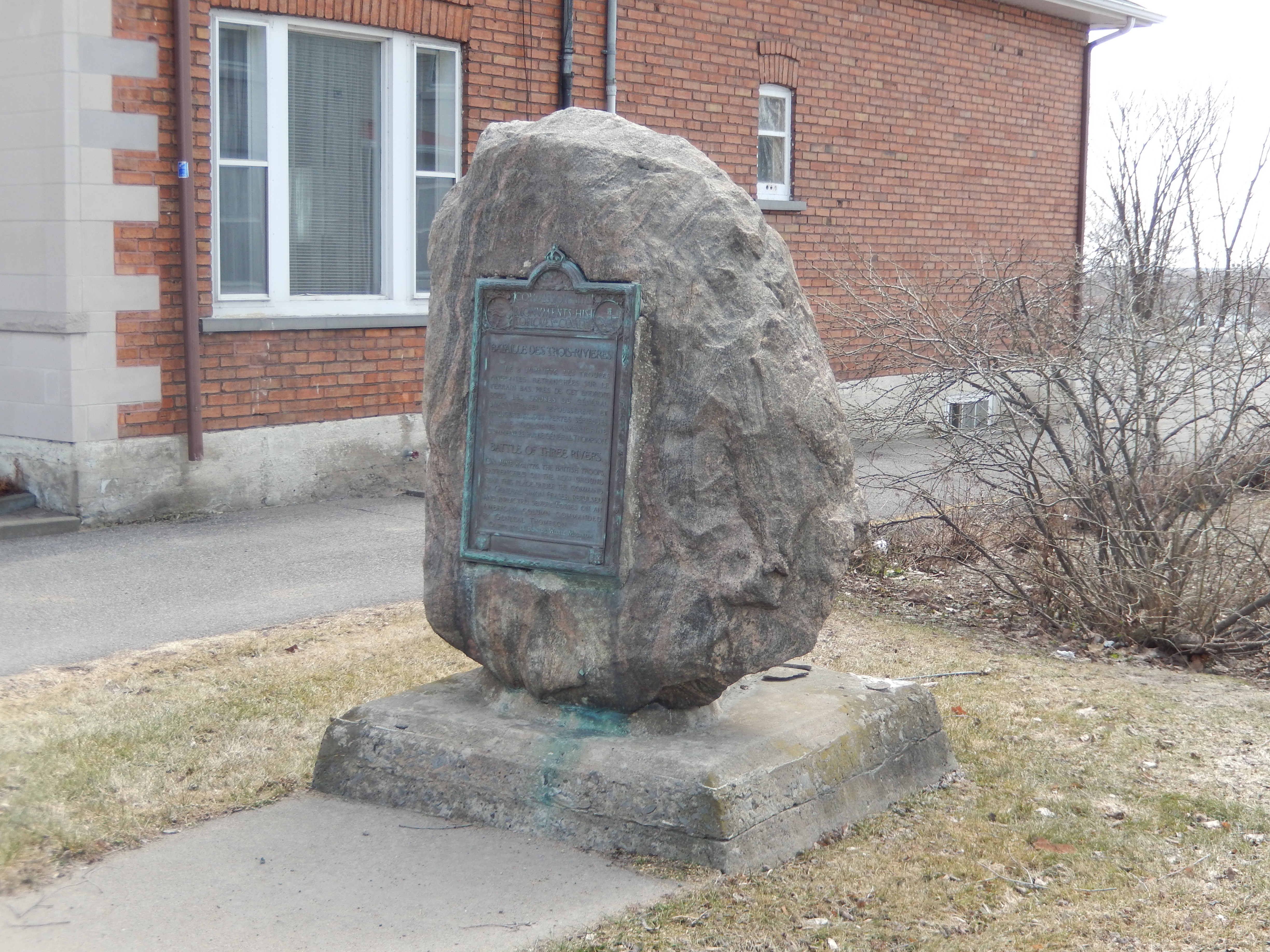
Monument du lieu historique national de la bataille de Trois-Rivières.

Le 6 mai 1776, un petit escadron de navires britanniques sous le commandement du capitaine Charles Douglas arrive pour ravitailler Québec en vivres et 3 000 soldats, ce qui conduit les Américains à précipiter leur repli. Cependant, de nouveau, le général Carleton ne pousse pas son avantage et ce n'est que le 22 mai qu'il se rend à Trois-Rivières avec les 47e et 29e régiments. Malgré le succès de George Forster aux Cèdres, il tourne les talons et, laissant Allen Maclean au commandement à Trois-Rivières, il retourne à Québec. Il y rencontre le lieutenant général John Burgoyne, qui est arrivé le 1er juin avec une importante force militaire composée principalement de recrues irlandaises, d'alliés hessois et d'un trésor de guerre.
À Sorel, les Américains apprennent que seuls 300 hommes gardent Trois-Rivières. Ils en déduisent avoir l'avantage et décident d'envoyer une expédition pour reprendre Trois-Rivières. Le général Thompson conduit 2 000 hommes via un marais au contact d'une armée britannique renforcée et retranchée le 8 juin 1776 car ils[Qui ?] ignorent l'arrivée des importants renforts britanniques et ne connaissent pas la topologie des lieux. La bataille aboutit à une catastrophe pour les Américains : Thompson, plusieurs de ses officiers supérieurs, 200 hommes et la plupart des navires utilisés pour l'expédition sont capturés. C'est la fin de l'occupation américaine du Canada. Les forces américaines à Sorel, désormais sous le commandement du général Sullivan, se replient. Encore une fois, Carleton ne profite pas de son avantage, allant même jusqu'à ramener les captifs vers la province de New York, dans un grand confort, en août.

### Retraite à Crown Point
Le 14 juin, Carleton embarque avec son armée pour remonter le fleuve jusqu'à Sorel. Arrivés tard dans la journée, ils découvrent que les Américains ont abandonné les lieux le matin même. Ceux-ci se retirent dans la vallée de la rivière Richelieu en direction de Chambly et de Saint-Jean. Contrairement à l'évacuation de Québec, les Américains refluent de manière plus ordonnée. Néanmoins, certaines unités sont séparées de la force principale par l'arrivée de la flotte de Carleton et sont forcées de rejoindre les forces d'Arnold à Montréal. Carleton ordonne au général Burgoyne et à 4 000 soldats de remonter la Richelieu après le retrait des Américains et poursuit sa route vers Montréal.
À Montréal, Arnold ignore ce qui se passe en aval, ayant récemment fini de s'occuper de la menace que représente Forster. Un de ses messagers, envoyé le 15 juin en aval de Sorel à la recherche du général Sullivan, aperçoit la flotte de Carleton et en informe Arnold. En moins de quatre heures, ce dernier et les forces américaines en garnison autour de Montréal abandonnent la ville. Échouant à l'incendier, il la laisse aux mains de la milice locale. La flotte britannique de Carleton jette l'ancre près de la ville le 17 juin.
Les troupes américaines d'Arnold rejoignent l'armée principale près de Saint-Jean le 17. L'armée de Sullivan n'est pas en état de se battre et, après un bref conseil, il est décidé de se retirer au fort Crown Point. L'armée quitte Saint-Jean juste avant l'arrivée de l'avant-garde de l'armée de Burgoyne.

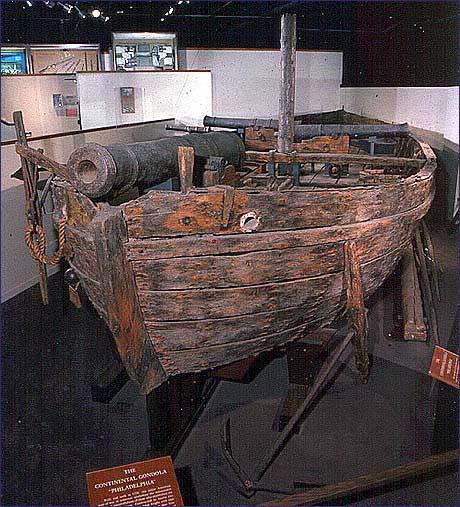
L' qui participe à la bataille de l'île Valcour.

Ce qu'il reste de l'armée américaine en expédition arrive à Crown Point début juillet, mettant fin à une campagne qualifiée par Isaac Senter, un médecin qui a vécu une grande partie de la campagne, de « concaténation hétérogène des rebuffades et des souffrances les plus singulières et sans précédent que l'on puisse trouver dans les annales de toute nation ». La campagne n'est pas tout à fait terminée car les Britanniques sont toujours en mouvement.

### Construction de navires et politique
Les Américains prennent soin, à chaque étape de la retraite, lors de la remontée de la Richelieu et de l'autre côté du lac Champlain, de priver les Britanniques de tout transport maritime important. En effet, ils brûlent ou coulent tout navire qu'ils n'utilisent pas. Durant plusieurs mois, les Britanniques sont donc amenés à en construire. Le 28 septembre, le britannique Carleton rapporte à Londres qu'« [il s']attend à ce que [sa] flotte prenne [bientôt le large] dans [un] espoir de succès [au combat] si cela se présente ».
De son côté, lorsqu'il avait capturé le fort Ticonderoga avec Ethan Allen, le général américain Arnold avait créé une petite flotte qui patrouillait toujours sur le lac Champlain.
Tandis qu'il rassemble une flotte pour contrecarrer celle d'Arnold, Carleton s'occupe de la question[Laquelle ?] à Montréal. Avant même que les Américains ne se retirent de la ville de Québec, il forme des comités pour traquer et arrêter les sympathisants patriotes locaux. À son arrivée à Montréal, des commissions similaires sont mises en place.

### Île Valcour

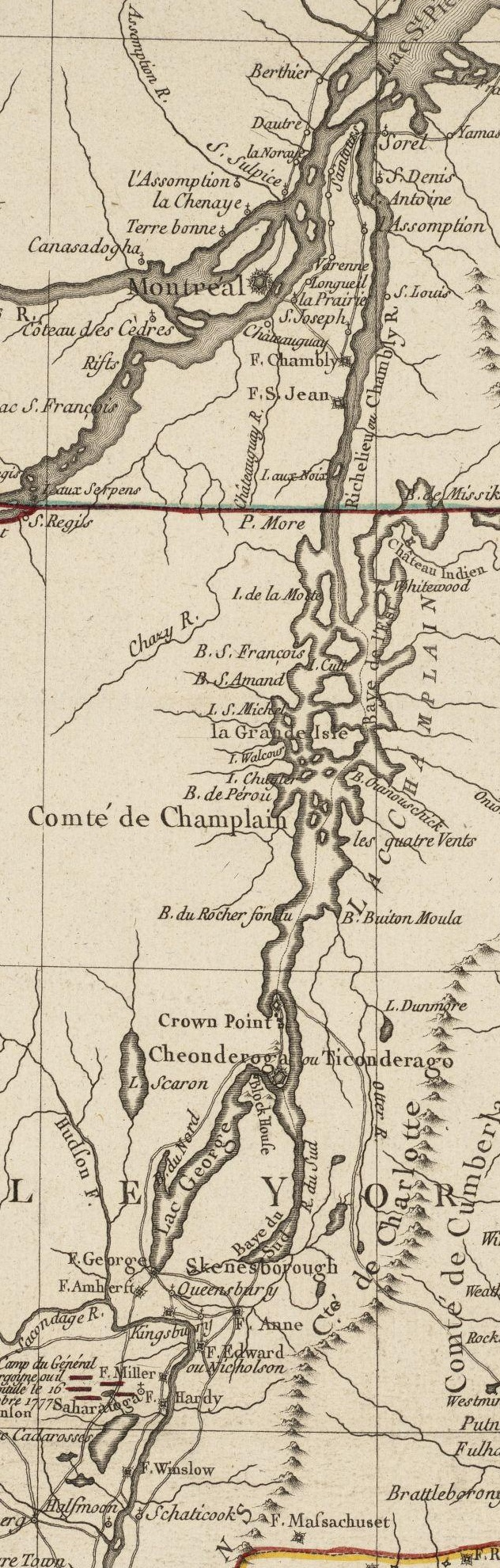
Détail d'une carte française de 1777 montrant le lac Champlain. L'île Valcour est en dessous et à gauche de La Grand Isle.

Au début du mois de juillet, le général Horatio Gates prend le commandement des forces du nord de l'armée continentale. Il laisse environ 300 hommes à Crown Point, dont la tâche est de constituer une flotte sous la direction d'Arnold, puis il déplace rapidement son armée à Ticonderoga dont il améliore les défenses. Tout au long de l'été, des renforts affluent à Ticonderoga jusqu'à atteindre environ 10 000 hommes. Un ensemble de charpentiers navals travaille à Skenesborough (aujourd'hui Whitehall) pour construire les navires nécessaires à la défense du lac.
Le britannique Carleton entame son mouvement le 7 octobre. Le 9, sa flotte est sur le lac Champlain. Au cours d'une opération navale entre l'île Valcour et la côte ouest, qui a débuté le 11 octobre, les Britanniques infligent de lourds dommages à la flotte d'Arnold, l'obligeant à se retirer à Crown Point. Mais Crown Point offre une protection insuffisante contre une attaque britannique soutenue et il décide de se retirer à Ticonderoga. Le 17 octobre, les forces britanniques occupent Crown Point.
Les troupes de Carleton restent à Crown Point pendant deux semaines. Certaines d'entre elles avancent jusqu'à moins de 5 kilomètres de Ticonderoga, apparemment pour tenter d'attirer l'armée de Gates. Le 2 novembre, elles se retirent de Crown Point pour intégrer les quartiers d'hiver de Québec.

## Bilan
L'invasion de la province de Québec finit en déroute pour les Américains. Néanmoins, les actions d'Arnold lors de son retrait du Canada et de sa marine improvisée sur le lac Champlain retardent grandement toute contre-attaque britannique d'envergure jusqu'en 1777.
De son côté, Burgoyne reproche vivement à Carleton de ne pas avoir été plus agressif avec les Américains lors de leur retrait du Canada. Ces critiques additionnées au mépris de George Germain — secrétaire d'État aux Colonies britanniques et chargé par le gouvernement du roi George III de diriger la guerre — envers Carleton conduisent à ce que le général Burgoyne prenne le commandement de l'offensive de 1777. En conséquence, Carleton présente sa démission du titre de gouverneur du Québec.
Une partie importante des forces de l'armée continentale stationnées à fort Ticonderoga est envoyée dans le sud sous la direction des généraux Gates et Arnold en novembre. L'objectif est de renforcer la défense alors en mauvaise posture du New Jersey par George Washington. Ce dernier a récemment perdu la ville de New York et, début décembre, il est amené à laisser les Britanniques libres d'exercer leur contrôle dans le New Jersey pour pouvoir effectuer sa traversée du Delaware en Pennsylvanie. La conquête du Canada et d'autres colonies britanniques demeure un objectif du Congrès américain tout au long de la guerre. Cependant, George Washington, qui a soutenu cette invasion, considère toute expédition ultérieure comme une priorité peu importante, qui détournerait trop d'hommes et de ressources de la guerre principale dans les Treize colonies. Ainsi de nouvelles tentatives d'expédition au Québec ne seront jamais pleinement mises en œuvre.
Tout de même, à la suite de la retraite de 1776, quelques centaines d'hommes d'ascendance française et britannique continuent de combattre dans l'armée continentale. Sous les ordres des colonels Livingston et Hazen, ces hommes servent dans divers théâtres d'opérations dont le siège de Yorktown. Ayant perdu leurs terres et leurs biens dans la Province de Québec en raison de leur pari politique, ils se trouvent dans la nécessité de demeurer dans l'armée et attendent une pension qui leur a été promise pour leurs services. À la fin du conflit, ces Canadiens se trouvent réunis à leurs familles immédiates, qui ont vécu la guerre en tant que réfugiés à Albany et à Fishkill dans l'état de New York; certains vétérans acceptent l'offre de lots dans le nord de l'état qui ont été réservés spécifiquement pour les combattants étrangers et leurs familles.
Lors des pourparlers de paix à Paris, les négociateurs américains demandent sans succès à l'ensemble de la province de Québec de faire partie du butin de guerre. En effet, Benjamin Franklin, principalement intéressé par la vallée de l'Ohio, qui avait été intégré au Québec par l'Acte de Québec de 1774, suggère lors de ces pourparlers que le Québec soit livré aux États-Unis, mais seule la vallée de l'Ohio est cédée.
La révolution américaine, sur toute la durée, provoque l'émigration massive hors des États-Unis de plus de 80 000 réfugiés loyalistes vers le Canada — dont la moitié émigre au Québec et dans les provinces maritimes : ceux-ci contribueront à façonner politiquement et culturellement leur nouvelle patrie. Lors de la guerre anglo-américaine de 1812, les Américains lanceront une autre attaque sur l'Amérique du Nord britannique et attendront de nouveau et en vain un soutien de la population locale. De fait, cette invasion manquée est considérée comme un événement important de l'histoire du Canada et marque la naissance de l'identité canadienne moderne.